# Tabanus hongchowensis
Tabanus hongchowensis är en tvåvingeart som beskrevs av Liu 1962. Tabanus hongchowensis ingår i släktet Tabanus och familjen bromsar. Inga underarter finns listade i Catalogue of Life.